# Charles-Joseph Coursol
Charles-Joseph Coursol, né le 3 octobre 1819 à Fort Malden au Haut-Canada et mort le 4 août 1888 à Montmagny au Québec, est un homme politique canadien. Il est maire de Montréal de 1871 à 1873.

## Biographie

### Jeunesse
Charles-Joseph Coursol poursuit des études au Séminaire de Montréal, avant d'être admis au barreau en février 1841. Il est connu tout particulièrement pour le rassemblement monstre des francophones d’Amérique qu’il organisa à Montréal en 1874. Quelque 20 000 personnes venant des États-Unis, de l’Acadie, du Manitoba et de l’Ontario convergent sur Montréal pour une manifestation démontrant la solidarité à la culture française. Le défilé qui s’étire sur quatre kilomètres marque cette période.

### Carrière politique

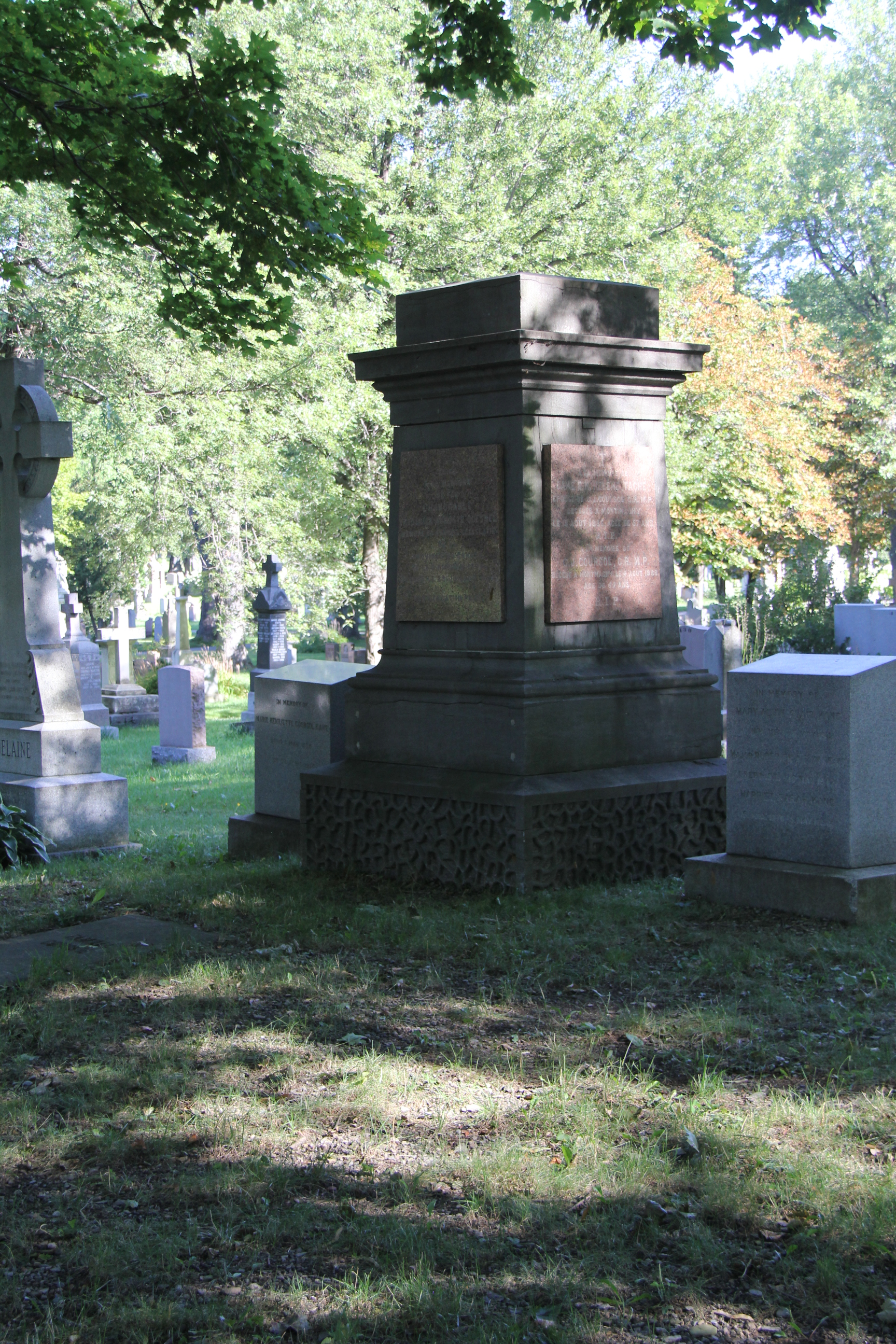
Pierre tombale de Charles-Joseph Coursol et de son oncle Frédéric-Auguste Quesnel, cimetière Notre-Dame-des-Neiges, Montréal

Il s’intéresse à la politique municipale. Il est élu conseiller comme représentant du quartier Saint-Antoine de 1853 à 1855. 
Lorsqu’il est maire de Montréal (en 1871), il se préoccupe surtout de salubrité. Concrètement, il contribue à la création de parcs publics qu’il estime nécessaire pour la qualité de la vie des montréalais. C’est ainsi qu’on assiste au début des aménagements du Parc du Mont-Royal, du Parc La Fontaine, de l’île Sainte-Hélène et du Square Dominion.
En 1878, il est élu député conservateur dans la circonscription de Montréal-Est. Réélu en 1882 et en 1887, il meurt en fonction en 1888.
Sa sépulture est située dans le Cimetière Notre-Dame-des-Neiges, à Montréal.

## Archives
Il y a un fonds Charles-Joseph Coursol à Bibliothèque et Archives Canada. Le numéro de référence archivistique est R6101. 

## Source
- Site de la Ville de Montréal, Fiche de Charles-Joseph Coursol